# Colonia las Virginias
Colonia las Virginias är en ort i Mexiko.   Den ligger i kommunen Delicias och delstaten Chihuahua, i den nordvästra delen av landet, 1 200 km nordväst om huvudstaden Mexico City. Colonia las Virginias ligger 1 214 meter över havet och antalet invånare är 445.
Terrängen runt Colonia las Virginias är platt åt sydväst, men åt nordost är den kuperad. Runt Colonia las Virginias är det glesbefolkat, med 9 invånare per kvadratkilometer. Närmaste större samhälle är Ciudad Delicias, 9,1 km väster om Colonia las Virginias. Trakten runt Colonia las Virginias består till största delen av jordbruksmark.